# Nomioides hybridus
Nomioides hybridus är en biart som beskrevs av Blüthgen 1934. Nomioides hybridus ingår i släktet Nomioides och familjen vägbin. Inga underarter finns listade i Catalogue of Life.